# Le Gala des vaches
Le Gala des vaches est un livre de l'auteur français Albert Paraz, publié en novembre 1948. 
Il s'agit de la reproduction de son journal intime tenu du 20 janvier 1947 jusqu'à quelques semaines avant sa date de publication. Albert Paraz y développe une défense de Céline, alors en résidence surveillée au Danemark et poursuivi par la justice française pour « faits de collaboration ». C'est dans cet ouvrage qu'est publiée pour la première fois « La lettre de Céline sur Sartre et l'existentialisme, À l'agité du bocal ». Albert Paraz y affirme que « Céline est dans les ennuis parce qu'il se refuse à faire de l'antisémitisme ». 
Ce journal contient également des extraits de sa correspondance avec Céline, Jean Paulhan, des inconnu(e)s ; et des anecdotes et souvenirs relatifs à Frédéric Joliot, Picasso, Gide, l'éditeur Denoël, le médecin Camus, Blaise Cendrars, Jacques Prévert, Georges Bernanos, Alphonse de Châteaubriant, Alphonse Juin, Jean Dubuffet, Marcel Aymé, André Pieyre de Mandiargues...

## Jugements choisis

### Un éditeur
Une partie du courrier publié par Paraz dans le Gala l'est également dans un recueil de correspondances de Céline intitulé Lettres à Albert Paraz (1947-1957), que les éditions Gallimard évaluent comme un « document de tout premier ordre ».

### Une actrice
Arletty : « Les gens vont en être en deux. »[réf. nécessaire]

### Des écrivains
- Alphonse Boudard :

1. « Paraz seul, malade et pauvre, s'est payé le culot de prendre la défense de Louis-Ferdinand Céline, de lui redonner la parole en publiant ses admirables lettres du Danemark. Et Paraz en est mort, littérairement mort. Le petit monde atroce des Belles Lettres l'a étouffé. On l'a étiqueté collaborateur — alors qu'il n'avait jamais collaboré — on n'a plus parlé de ses livres, on l'a classé sous-Céline, pornographe, provocateur, fasciste, anarchiste, j'en passe et des plus bêtes... [...] »
2. « C'est grâce à Albert Paraz que je suis devenu écrivain. À travers notre correspondance il m'a incité à écrire. »
3. « Entrez donc au Gala des vaches, jeunes gens épris de liberté, je vous promets une sacrée surprise. »
4. « Il y a tout dans Le Gala, le divertissement, la culture, le ton, l'argot, l'art de dire merde juste au bon moment. »[3].

- André Pieyre de Mandiargues à Paraz (lettre du 31 janvier 1949) : « à lire votre Gala il m'était venu quelque irritation contre la figure que vous m'y donnez, quelque tristesse [...] »[4].

- Adrien de Meëus à Kate de Porada (lettre du 20 décembre 1948) : « C'est vraiment un chef-d'œuvre [...] »[4].

- Blaise Cendrars à Paraz (lettre du 30 janvier 1949) : « [...] pour "the happy few" »[4].

- Marcel Aymé à Paraz (lettre du 9 mars 1949) : « J'ai lu, bien sûr, Le Gala des vaches qui m'a ravi, ému, retourné »[4].

- Paul Chambrillon (1977) : « de tous les livres de Paraz, le plus nécessaire est sans doute Le Gala des vaches. En pleine période de terrorisme intellectuel, ce rieur journal de maladie jette un jour vrai sur une époque devenue folle au plus bas niveau de l'aberration. »[5].

### La presse
- Le Phare-Dimanche, hebdomadaire belge, 30 janvier 1949 : compte-rendu signé D d'A [...], probablement André Brissaud.
- Le Phare-Dimanche, 6 février 1949 : deux petits articles anonymes intitulés « Louis-Ferdinand Céline le clandestin » et « Paraz tire à boulets rouges » où l'on relève que « [...], les journaux français font preuve d'une grande discrétion, [...] »[4].